# Маргарета Баварска (1442 – 1479)
Вижте пояснителната страница за други личности с името Маргарета Баварска.
Маргарета Баварска (на немски: Margarete von Bayern; на италиански: Margherita di Baviera; * 1 януари 1442, Мюнхен; † 14 октомври 1479, Мантуа) от фамилията Вителсбахи, е принцеса от Бавария-Мюнхен и чрез женитба маркграфиня на Мантуа.

## Живот
Дъщеря е на херцог Албрехт III (1401 – 1460) от Херцогство Бавария-Мюнхен, и съпругата му Анна (1414 – 1474), дъщеря на херцог Ерих I от Брауншвайг-Грубенхаген.
Маргарета се омъжва на 10 май 1463 г. в Мантуа за Федерико I Гонзага (1441 – 1484) от род Гонзага, от 1478 г. маркграф на Мантуа. Той е най-възрастният син и наследник на маркграф Лудовико III Гонзага (1412 – 1478) и съпругата му Барбара фон Бранденбург (1423 – 1481) от род Хоенцолерн. Този династичен брак преследва целта да укрепи и разшири икономическите и търговските отношения между Мюнхен и Мантуа. Независимо от физическия ѝ недъг (тя има гърбица по рождение), съпругът обича жена си и цени нейните нравствени качества.
По време на войната с Арагон, Федерико I Гонзага назначава Маргарета за регент по време на своето отсъствие (пролетта и лятото на 1479 година).
Маргарита Баварска умира на 14 октомври 1479 година, преди свекървата и съпруга си. Погребана е в църквата „Свети Андрей“ в Мантуа.

## Деца
Маргарете и Федерико I Гонзага имат децата:
- Клара Гонзага (* 1 юли 1464, † 2 юни 1503), ∞ 25 февруари 1481 за Жилбер дьо Бурбон (* 1443, † 5 октомври 1496), херцог на Монпансие;
- Франческо II Гонзага (* 1466, † 1519), маркграф на Мантуа от 1484, ∞ 12 февруари 1490 за Изабела д’Есте (* 18 май 1474, 13 февруари 1539), дъщеря на Ерколе I д’Есте, херцог на Ферара;
- Сиджизмондо Гонзага (* 1469, † 4 октомври 1525), кардинал 1500;
- Елизавета Гонзага (* 1471, † 1526), ∞ 1489 г. за Гвидобалдо да Монтефелтро († 1508), херцог на Урбино;
- Мадалена Гонзага (* 1472, † 8 януари 1490)[2], ∞ 27 октомври 1489 за Джовани Сфорца, граф на Пезаро (* 5 юли 1466, † 27 юли 1510)[2]
- Джованни Гонзага (* 1474, † 23 септември 1525), ∞ 1493 за Лаура Бентивоглио († 1523), основател на линията Гонзага-ди-Весковато